# Jesús Torbado Carro
Jesús Torbado Carro   (Lleó, 4 de gener de 1943 - Madrid, 22 d'agost de 2018) fou un escriptor espanyol.

## Biografia
Va estudiar periodisme a Madrid, i publicà articles i reportatges a diferents mitjans. Un dels seus treballs que més repercussió va tenir va ser la sèrie de reportatges que va publicar sobre els hippies de Formentera, en coincidència amb les expulsions del país que s'estaven realitzant a Eivissa, abordant-ho d'una forma molt sèria i equilibrada, allunyada del sensacionalisme amb què s'estava tractant el tema a la premsa espanyola
La seva labor més important l'ha realitzat en el camp de la literatura. El 1965 va obtenir el Premi Alfaguara de novel·la, per la novel·la Las corrupciones. El 1976 guanyà el Premi Planeta amb En el día de hoy, una ucronia sobre la Guerra Civil Espanyola, amb la qual va polemitzar amb Pilar Primo de Rivera. L'any 1993 va rebre el Premi Ateneo de Sevilla, per El peregrino.
El 1975 es va acostar al món del cinema, com a coguionista de la pel·lícula El asesino no está solo, que protagonitzà Lola Flores

## Obres
- 1965: Las corrupciones
- 1968: Historias de amor Ed. Nauta.
- 1969: Tierra mal bautizada. Un viaje por Tierra de Campos
- 1973: Moira estuvo aquí
- 1976: En el día de hoy
- 1977: Los topos, amb Manu Leguineche
- 1988: El camino de la Plata
- 1990: Yo, Pablo de Tarso
- 1991: El inspector de vírgenes
- 1993: Héroes apócrifos
- 1993: El peregrino
- 1998: El imperio de arena
- 1998: Viajeros intrépidos
- 1999: La ballena